# دی‌مارت
دی‌مارت (انگلیسی: DMart) شرکت خرده‌فروشی هندی است، که در سال ۲۰۰۲ تأسیس شد.